# Son of Batman
Son of Batman (ou no Brasil: O Filho do Batman) é um filme de super-herói lançado diretamente em vídeo que faz parte dos filmes animados originais da DC Universe. É uma adaptação de Grant Morrison e Andy Kubert do arco de histórias em quadrinhos Batman and Son ("Batman e Filho") de 2006. O filme foi lançado em 06 de maio de 2014. Uma característica importante: o filme foi lançado juntamente com a animação "Justice League:War" dentro de uma nova continuidade estabelecida. Jason O'Mara reprisa seu papel como Batman em ambas as produções enquanto David McCallum faz o mesmo com o de Alfred Pennyworth aqui e em Batman: Gotham Knight.

## Sinopse
Batman descobre ter um violento e indisciplinado filho pré-adolescente, nascido do seu relacionamento com Talia al Ghul. O nome dele é Damian Wayne e estava sendo secretamente criado por Ra's al Ghul, líder da Liga dos Assassinos. Quando Ra's al Ghul aparentemente morre depois de uma batalha com o Exterminador, Talia o entrega aos cuidados de Batman e tenta ocupar o lugar do seu pai e reconstruir a Liga. Batman percebe que Damian só pensa em se vingar do Exterminador e procura guiá-lo no caminho da Justiça.

## Elenco
| Personagem                         | Vozes de Original  | Dublagem Brasileiros |
| ---------------------------------- | ------------------ | -------------------- |
| Bruce Wayne / Batman               | Jason O'Mara       | Duda Ribeiro         |
| Damian Wayne / Robin               | Stuart Allan       | Eduardo Drummond     |
| Talia Al Ghul                      | Morena Baccarin    | Miriam Ficher        |
| Exterminador / Slade Wilson        | Thomas Gibson      | Ricardo Schnetzer    |
| Kirk Langstroom / Morcego Humano   | Xander Berkeley    | Bruno Rocha          |
| Ra's Al Ghul                       | Giancarlo Esposito | Élcio Romar          |
| Alfred Pennyworth                  | David McCallum     | Júlio Chaves         |
| Dick Grayson / Asa Noturna         | Sean Maher         | Sérgio Cantú         |
| Comissário Gordon                  | Bruce Thomas       | Isaac Bardavid       |
| Rebecca Langstroom                 | Kari Wahlgren      | Bruna Laynes         |
| Waylon Jones / Crocodilo           | Fred Tatasciore    | Malta Júnior         |
| Dusan Al Ghul                      | Fred Tatasciore    | André Belizar        |
| Coringa, comando do morcego humano | Dee Bradley Baker  | TBA                  |
| Francine Langstroom                | Diane Michelle     | TBA                  |